# 3012. L'anno del profeta
(Sebastiano Vassalli, Nota conclusiva del curatore a 3012. L'anno del profeta, p. 233)
3012. L'anno del profeta è un romanzo fantascientifico dell'autore italiano Sebastiano Vassalli, pubblicato per la prima volta nel 1995.

## Struttura del romanzo
(Sebastiano Vassalli, Introduzione del curatore a 3012. L'anno del profeta, p. 3)
Il romanzo fa uso dell'espediente letterario del manoscritto anonimo, diviso in sessantasei capitoli, preceduto da un'introduzione e da una nota conclusiva entrambe del curatore (firmato S.V.), che sebbene sostenga di scrivere duemila anni dopo la vita del Profeta, mette la data del 25 ottobre 1994.

## Trama
Nel XXI secolo, la scarsità di risorse naturali conduce alla Terza guerra mondiale tra i paesi della Cristianità e quelli dell'Islam, che viene combattuta utilizzando anche armi nucleari. Ne consegue una grande devastazione dell'ambiente naturale, la morte di gran parte della popolazione mondiale e la nascita di mostruosi mutanti chiamati Ci-Acca (da Changing Humanity), che divengono presto bersaglio dell'odio del resto dell'umanità e sono sottoposti a pogrom o campagne di sterminio. Nel XXV secolo la guerra «del Drago e dei Sette Serpenti», combattuta con armi convenzionali, vede contrapposte India e Cina, che erano state relativamente risparmiate dal conflitto precedente. In seguito a ciò, emerge un Governo mondiale, composto da un ristretto gruppo di tecnocrati, che impone forzatamente una pace che all'inizio del Quarto Millennio dura ormai da cinquecento anni.
La mancata possibilità di sfogare l'aggressività umana tramite i conflitti genera un aumento esponenziale dei sentimenti d'odio all'interno della società: ciò è addirittura promosso dal governo mondiale in quanto si è riusciti a convogliare questi sentimenti (trasformati in jella tramite amuleti-accumulatori) per utilizzarli come fonte di energia al posto dei combustibili fossili o nucleari.
È in una simile realtà che, nell'anno 2988, nasce nella città di Fellinia, estesa su tutta la riviera romagnola, Antalo Merlini, poi conosciuto come il Profeta.
Il ventenne Antalo, divenuto un giovanotto di bell'aspetto, trova lavoro come gigolò nel centrovita Rosamunda di Fellinia, una struttura in cui i ricchi possono vivere esperienze piacevoli, in realtà più o meno virtuale, senza incorrere nei pericoli della vita reale. Un giorno Antalo incontra un'affascinante donna bielorussa che lo invita a seguirlo nella capitale mondiale Energia, una megalopoli di cinquanta milioni di abitanti sorta all'estremità del lago Bajkal in corrispondenza dell'attuale Irkutsk. Il suo amico Efrem lo mette in guardia, facendogli presente che altri vitelloni di Fellinia sono spariti a Energia senza più dare notizie di sé, ma Antalo è comunque deciso a partire, non prima di aver fatto un viaggio attraverso gli altri paesi d'Europa che non si sono ancora ripresi dalle ferite della Terza guerra mondiale e che per questo chiama la Grande Necropoli.
Ad Energia, dove scopre che è normale per gli abitanti uscire in pubblico mascherati e affidare l'esternazione dei propri sentimenti a scritte cangianti sulle tute che indossano, Antalo incontra un'altra donna fatale che lo conduce in una clinica dove subisce a tradimento un processo d'ibernazione, perché il suo corpo possa servire per trapianti d'organo a favore di ricchi pazienti; si risveglia però improvvisamente e riesce a fuggire dalla struttura. Incontra allora Attilio Regolo, il capo della setta dei Figli delle Tenebre che adora un dio bellicoso chiamato Grande Ares. Essa ha il suo nascondiglio nelle gallerie in disuso della metropolitana e combatte sbandati e criminali, chiamati Persi, con i quali si contende il territorio.
Dopo alcuni mesi, Antalo prende congedo dai Figli delle Tenebre e assume l'identità di Toto Esposito, un italiano ucciso da un perso nella metropolitana, tramite l'impianto del suo chip sottopelle. Si reca quindi al Comitato Centrale dei Pacificatori (la forza di polizia del governo mondiale) per farsi registrare col nuovo nome e richiedere l'assegnazione di un alloggio.
Dopo una breve permanenza in una pensione della vecchia Irkutsk, vicino al mercato degli animali esotici (per lo più mutanti), viene assegnato ad Antalo un appartamento nel blocco 42 della Città Satellite 12, una struttura progettata espressamente per incentivare l'odio tra i suoi abitanti e quindi la massimizzazione del flusso energetico usato per alimentare le città.
Il 1º maggio 3010, durante la parata militare per il cinquecentenario della Società Mondiale della Pace, un cannone a raggi fa fuoco sul palco dove si trovano i membri del Governo mondiale, incenerendoli. Il fatto viene poi chiamato La Strage dei Nessuno, poiché i mezzi di comunicazione negano che qualcuna delle autorità sia stata coinvolta, alimentando ulteriormente la leggenda metropolitana secondo la quale essi fanno uso di sosia.
Antalo, nel frattempo, trova lavoro presso l'antiquario ed editore Andrej Gubarev, che pubblica la sua raccolta di poesie Notizie dalla necropoli come libro cartaceo, fatto inusuale per l'epoca. In ricerca di un ambiente culturale più stimolante, Antalo chiede di andare a vivere in una cosiddetta Città d'Arte, ma per ottenere il permesso è necessario superare un esame per diventare ufficialmente scrittore. La commissione esaminatrice, costituita da vecchi barbogi, però lo stronca.
Una sera del febbraio 3011 Antalo si accorge di essere seguito in metropolitana da un uomo coi baffi, che finisce con l'urtarlo e attaccargli un adesivo che gli notifica di essere una preda di una caccia all'uomo. Antalo ne parla col suo amico violinista cieco Vargas, che gli rivela di essere stato un tempo preda di quest'attività, formalmente illegale ma tuttavia tollerata dalle autorità, e di aver perso la vista durante la lotta col suo cacciatore. Antalo prova a passare in rassegna gli acchiappa-cacciatori registrati, ma questi non gli ispirano eccessiva fiducia; intanto, a causa delle macchinazioni del cacciatore, perde il lavoro dall'antiquario e subisce l'ostilità degli altri condomini. L'avvocato a cui si rivolge rifiuta il suo patrocinio avendo saputo che Antalo è coinvolto in una caccia.
Antalo torna a lavorare come gigolò in un locale chiamato La Bamba, dove conosce père Xavier Laroche, sacerdote dell'Antica Religione Conservata Cattolica Maschile, che successivamente morirà della malattia venerea chiamata Hell (simile all'AIDS del XX secolo). Incontra anche Domenica Di Maggio, una splendida ragazza bionda anch'essa aspirante scrittrice, per la quale sviluppa un certo sentimento, e sotto la sua influenza intraprende il mestiere di benevolo, ossia di "amico a pagamento" al quale le persone tristi possono confidare i loro problemi e trarre conforto. A casa di Domenica Antalo trova un libro di Bertran de Born sul quale si trovano poesie che celebrano la bellezza della guerra; in lui si fa quindi strada l'idea che la pace preservata dal Governo mondiale non sia altro che un'immensa impostura che rende infelici le persone.
Dopo la morte del suo topocane Lindo, ucciso da giovanissimi teppisti, Vargas si suicida. Il cacciatore s'introduce in casa di Antalo per prendersi la sua vita; tuttavia il giovane se n'accorge e riesce a uccidere il cacciatore, scoprendo che si tratta di una donna. A questo punto Antalo dovrebbe registrarsi come cacciatore prendendo il suo posto; in caso contrario, è destinato a subire la vendetta da parte degli altri cacciatori. Domenica viene trovata morta nel suo appartamento, probabilmente uccisa da altri cacciatori.
Antalo sente allora una voce interiore che gli comanda di annunciare alle folle della città di Energia l'esaltazione della guerra e del suo dio, percepita come fatto religioso ed etico, capace di suscitare i sentimenti migliori dell'uomo, ma che deve essere condotta rispettando l'ambiente, la flora e la fauna. Non subisce particolari ostacoli da parte delle autorità, ma i suoi condomini promuovono una raccolta di firme contro di lui, additandolo come elemento antisociale.
Nella notte tra il 13 e il 14 luglio 3012, Antalo viene aggredito da un gruppo di persone mascherate (non è chiaro se altri inquilini del Blocco 12 oppure cacciatori) e picchiato a morte.
Negli anni successivi, l'umanità torna in balia del demone della guerra; il Governo mondiale si riduce ad una funzione di mero arbitro nei conflitti più estesi. Le intuizioni del Profeta divengono parte del comune sentire.

## Edizioni
- Sebastiano Vassalli, 3012. L'anno del profeta, Torino, Einaudi, 1995,  p. 244, ISBN 88-06-13662-3.
- Sebastiano Vassalli, 3012. L'anno del profeta, Einaudi Tascabili 706, Torino, Einaudi, 2000,  p. 244, ISBN 88-06-14489-8.